# Montecerboli
Montecerboli è una frazione del comune italiano di Pomarance, nella provincia di Pisa, in Toscana.

## Storia
Sede di un centro abitato già in età altomedievale, vi fu edificato un castello attestato nell'anno 1003, del quale oggi si possono osservare i resti della cinta muraria e di un portale d'accesso.
L'intera area circostante è caratterizzata dalla presenza di un fenomeno vulcanico noto come soffioni boraciferi, consistenti nell'emissione dal sottosuolo di gas e vapori dai quali è possibile trarre ammoniaca e sostanze a base di boro, nonché sfruttare la loro energia geotermica.
Nel 1818 l'ingegnere e imprenditore François Jacques de Larderel impiantò a Montecerboli il primo stabilimento industriale per l'estrazione dell'acido borico, cui ne seguirono altri concentrati nella vicina frazione nota oggi come Larderello. Per tale attività e per i vantaggi che ne derivarono alla comunità locale, il granduca Leopoldo II di Toscana nominò Larderel conte di Montecerboli.

## Galleria d'immagini

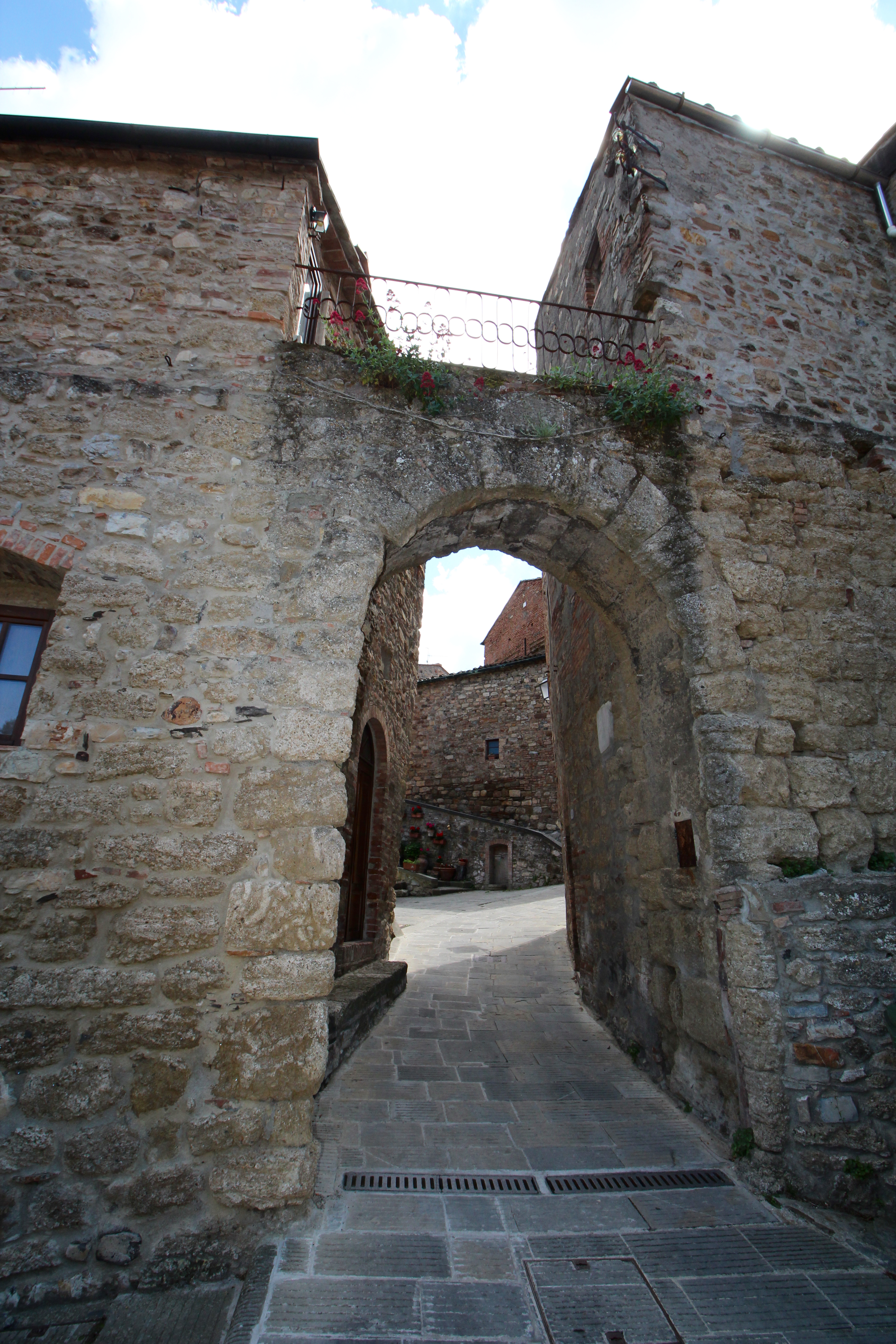
Portale d'accesso
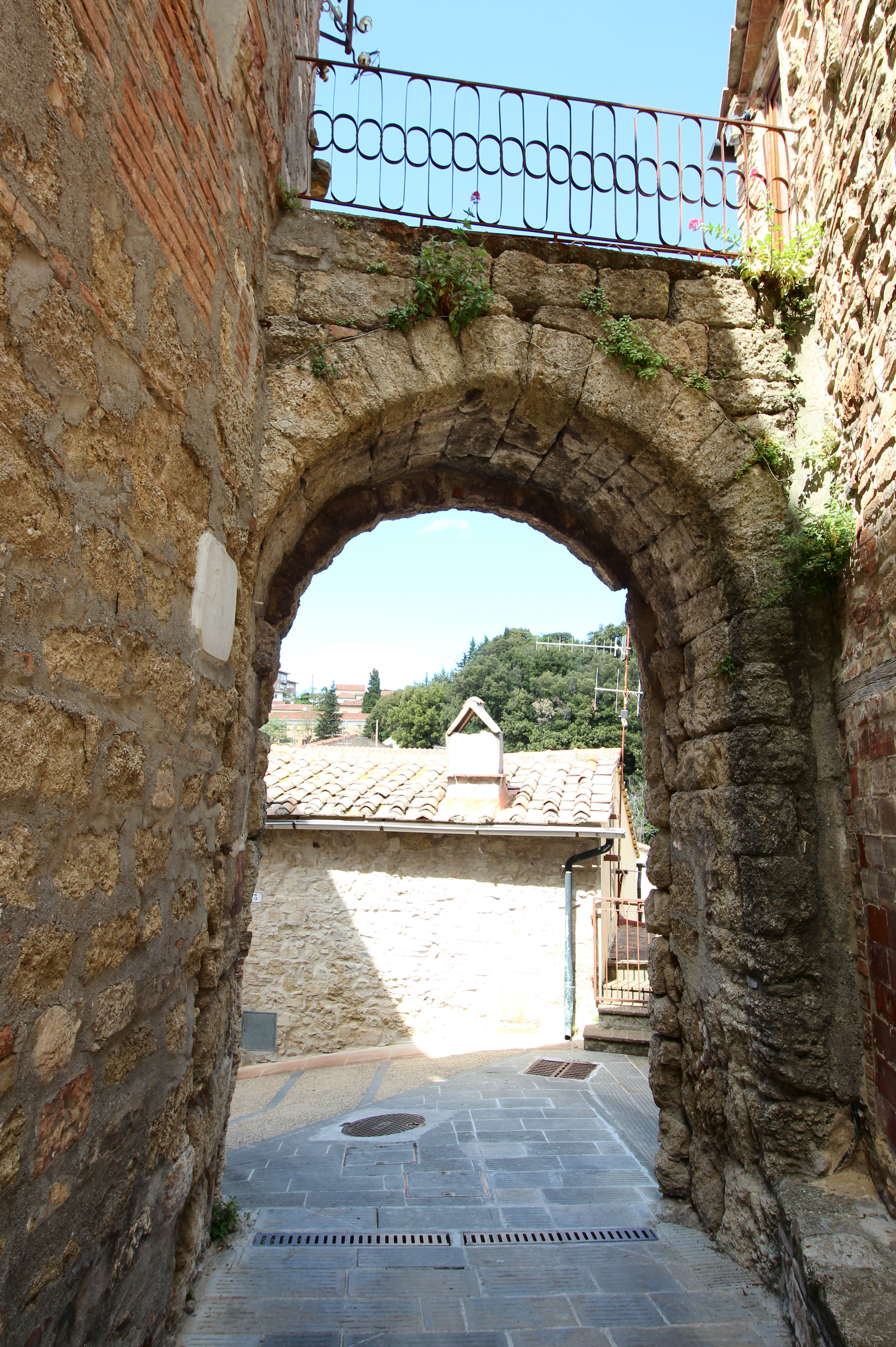
Portale d'accesso
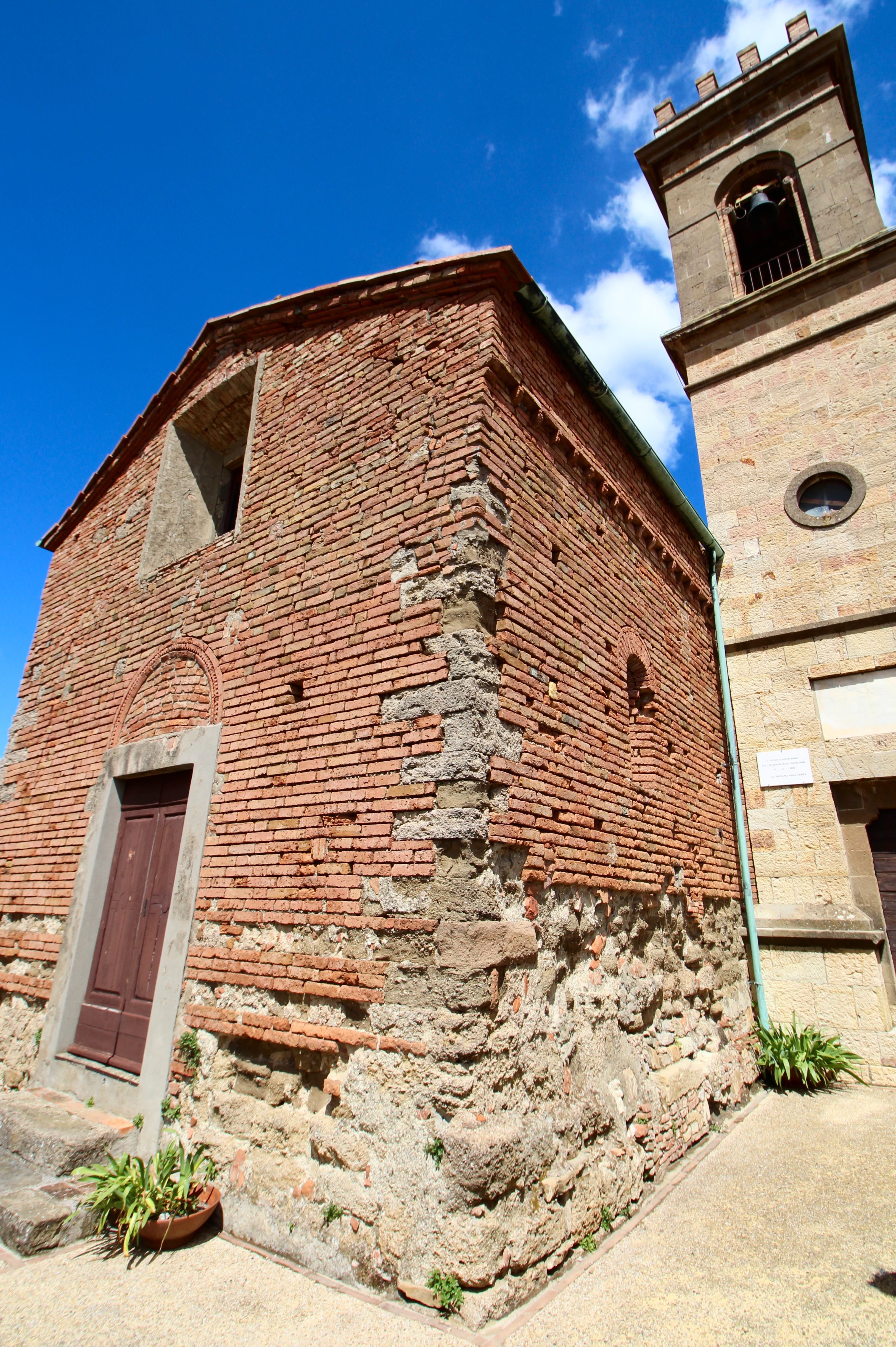
Chiesa di San Cerbone

## Citazione
(Granduca Pietro Leopoldo, Relazioni sul governo della Toscana)